# Xian autonome hui de Yanqi
Cette page contient des caractères spéciaux ou non latins. S’ils s’affichent mal (▯, ?, etc.), consultez la page d’aide Unicode.

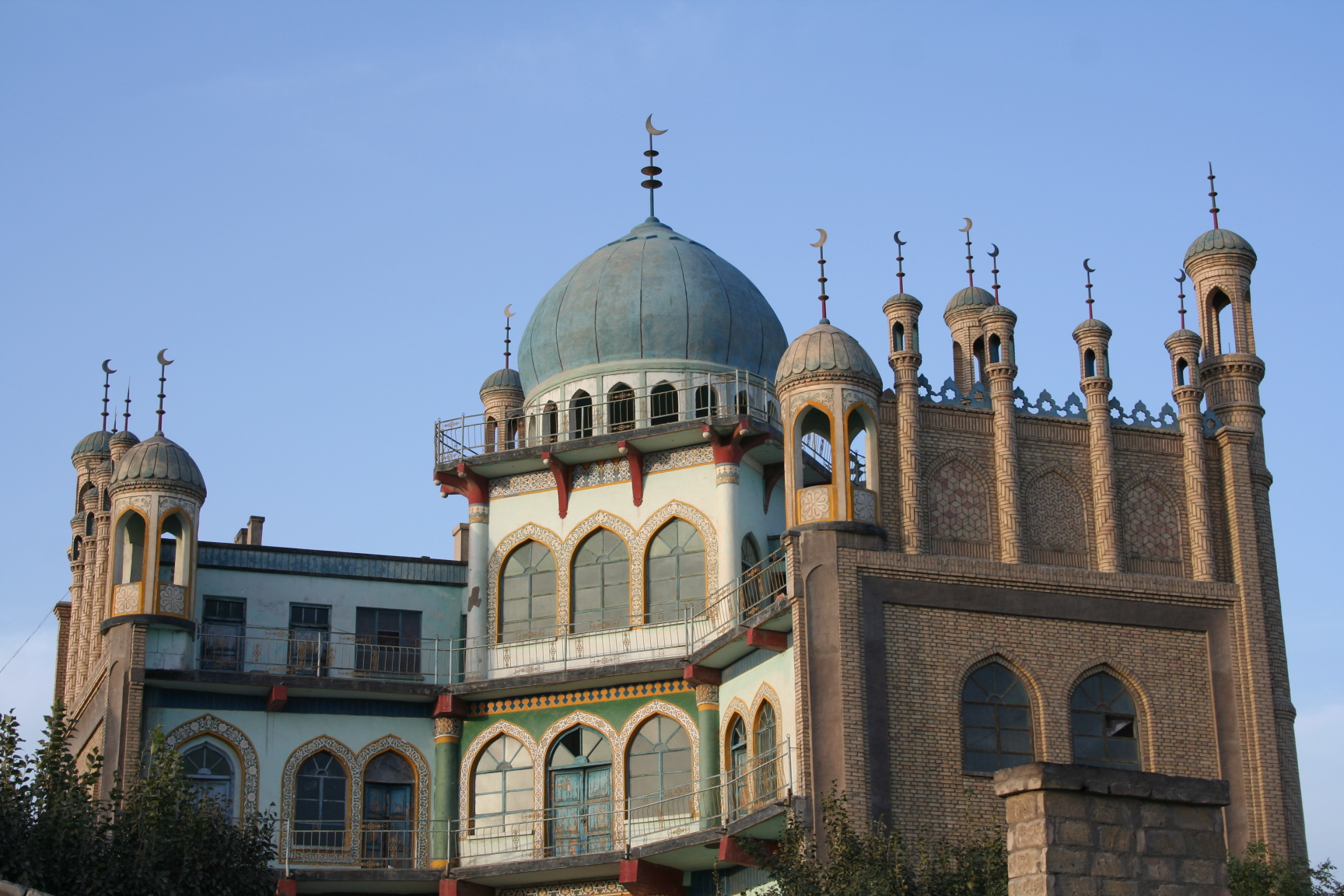
Mosquée dans le centre de la ville de Yanqi

Le xian autonome hui de Yanqi (焉耆回族自治县 ; pinyin : Yānçí huízú Zìzhìxiàn ; ouïghour : يەنجى خۇيزۇ ئاپتونوم ناھىيىسى / Yenci Huyzu Aptonom Nahiyisi) est un district administratif de la région autonome du Xinjiang en Chine. Il est placé sous la juridiction de la préfecture autonome mongole de Bayin'gholin.

## Démographie
La population du district était de 117 804 habitants en 1999.